# لي هيون
لي هيون (هانغل: 이현) هو مغني كوري جنوبي، ولد في 8 نوفمبر 1983 في غوانغجو في كوريا الجنوبية.